# Habronestes braemar
Habronestes braemar là một loài nhện trong họ Zodariidae.
Loài này thuộc chi Habronestes. Habronestes braemar được Barbara C. Baehr miêu tả năm 2008.